# Теорема Голдстоуна
Теоре́ма Голдсто́уна — утверждение о рождении и поглощении квантов возбуждения — частиц с нулевыми массами и спинами в квантовомеханических системах при спонтанном нарушении симметрии в процессах перехода между энергетическими состояниями, образующими непрерывный вырожденный набор. Эти частицы называются бозонами Голдстоуна. Впервые была доказана Йоитирой Намбу в 1964 году.

## Пример
Для простейшей возможной симметрии относительно группы преобразований {\displaystyle U(1)}: {\displaystyle \varphi \rightarrow e^{i\alpha }\varphi } можно выбрать комплексное скалярное поле {\displaystyle \varphi (x)={\frac {1}{\sqrt {2}}}\rho (x)e^{i\theta (x)}} с лагранжианом {\displaystyle L=(\partial _{\mu }\varphi )(\partial ^{\mu }\varphi ^{*})-V(\rho )}. Проиллюстрируем спонтанное нарушение симметрии на примере потенциала вида {\displaystyle V(\rho )={\frac {1}{2}}\mu ^{2}\rho ^{2}+{\frac {1}{4}}\lambda \rho ^{4}}, где {\displaystyle \mu ^{2}<0}. Потенциал {\displaystyle V(\rho )} имеет минимум при {\displaystyle \varphi ={\frac {1}{\sqrt {2}}}\eta e^{i\alpha }}, где {\displaystyle \eta ={\sqrt {\frac {|\mu ^{2}|}{\lambda }}}}. Лагранжиан можно записать как: {\displaystyle L={\frac {1}{2}}(\partial _{\mu }\rho )^{2}-V(\rho )+{\frac {\rho ^{2}}{2}}(\partial _{\mu }\theta )^{2}}.
Если рассматривать в лагранжиане лишь квадратичные члены по модулю и фазе поля, то получим {\displaystyle L={\frac {1}{2}}(\partial _{\mu }\rho _{1})^{2}-{\frac {m^{2}}{2}}\rho _{1}^{2}+{\frac {\eta ^{2}}{2}}(\partial _{\mu }\theta )^{2}+C}, где {\displaystyle \rho _{1}=\rho -\eta }, {\displaystyle m^{2}=2|\mu |^{2}}, {\displaystyle C} — константа, не зависящая от поля. Из этого лагранжиана вытекают уравнения движения: {\displaystyle (\partial _{\mu }^{2}+m^{2})\rho _{1}=0} и {\displaystyle \partial _{\mu }^{2}\theta =0}.
Таким образом, имеем два вещественных поля. Квантами поля {\displaystyle \rho _{1}} являются частицы с массой {\displaystyle m}, а квантами поля {\displaystyle \theta } являются частицы с нулевой массой.